# Lorenzo De Medici Sweat

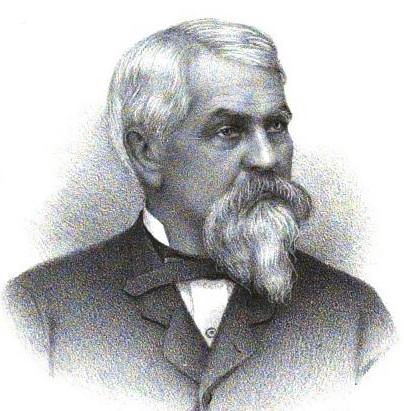
Lorenzo De Medici Sweat

Lorenzo De Medici Sweat (* 26. Mai 1818 in Parsonsfield, York County, Massachusetts; † 26. Juli 1898 in Portland, Maine) war ein US-amerikanischer Politiker. Zwischen 1863 und 1865 vertrat er den Bundesstaat Maine im US-Repräsentantenhaus.

## Werdegang
Der im heutigen Maine geborene Lorenzo Sweat besuchte bis 1837 das Bowdoin College in Brunswick. Nach einem anschließenden Jurastudium an der Harvard University und seiner im Jahr 1841 erfolgten Zulassung als Rechtsanwalt begann er in New Orleans (Louisiana) in seinem neuen Beruf zu praktizieren. Nach seiner Rückkehr nach Maine ließ er sich in Portland nieder. Dort war er zwischen 1856 und 1860 juristischer Vertreter dieser Stadt. Außerdem bekleidete er dort einige lokale Ämter.
Politisch war Sweat Mitglied der Demokratischen Partei. 1862 saß er im Senat von Maine. Im selben Jahr wurde er im ersten Wahlbezirk von Maine in das US-Repräsentantenhaus in Washington, D.C. gewählt. Dort trat er am 4. März 1863 die Nachfolge von John Noble Goodwin an. Da er bei den folgenden Wahlen im Jahr 1864 dem Republikaner John Lynch unterlag, konnte er bis zum 3. März 1865 nur eine Legislaturperiode im Kongress absolvieren. Diese war von den Ereignissen des Bürgerkriegs bestimmt.
Im Jahr 1866 bewarb sich John Sweat noch einmal erfolglos um die Rückkehr in den Kongress. 1872 war er Delegierter zur Democratic National Convention in Baltimore, auf der Horace Greeley als gemeinsamer Präsidentschaftskandidat seiner Partei und der Liberalrepublikaner nominiert wurde. Dort wurde Sweat in das Democratic National Committee gewählt, dem er vier Jahre lang angehörte. In den Jahren 1867 und 1873 war er amerikanischer Beauftragter für die Weltausstellungen in Paris und Wien. Lorenzo Sweat starb am 26. Juli 1898 in Portland.